# Nicolaos Oikonomides
Nikolaos Oikonomides, anche Nikos, in greco Νικόλαος Οικονομίδης?, (Atene, 14 febbraio 1934 – Atene, 31 maggio 2000), è stato un bizantinista greco naturalizzato canadese, uno fra i maggiori esperti nel campo della burocrazia e dell'amministrazione dell'Impero bizantino.

## Biografia
Studiò all'Università di Atene dal 1951 al 1956, con il bizantinista Dionysios Zakythinos. Dopo la laurea, nel 1958 si trasferì a Parigi per seguire un dottorato di ricerca con Paul Lemerle. I suoi studi parigini lo introdussero alla sigillografia, e lo portarono a scoprire il Taktikon dell'Escorial o Taktikon Oikonomides. Il risultato del suo lavoro sul Taktikon dell'Escorial e l'altro su Taktika (lista delle disposizioni a tavola nei banchetti imperiali bizantini), pubblicato nel 1972 come Les Listes de préséance Bizantini IXe et des Xe siècle, contiene una traduzione e commento del Taktika. Oikonomides ritornò in Grecia, ma l'istituzione del dittatoriale Regime dei colonnelli nel 1967 lo costrinse a recarsi in esilio in Canada insieme alla moglie, la ottomanista Elisabetta Zachariadou. Nel luglio del 1969, accettò la cattedra di storia bizantina all'Università di Montréal, incarico che mantenne fino al 1989, quando tornò ad Atene. Morì il 31 maggio 2000 lasciando la moglie e due figlie.
Oltre alla Listes de préséance, fra le sue maggiori opere vi sono sette volumi di Archives de l'Athos, un'opera multi-volume di documenti dei monasteri del Monte Athos, iniziata da Paul Lemerle, così come i lavori importanti di studio e catalogazione della vasta collezione di sigilli bizantini della Dumbarton Oaks. Il suo lavoro lo portò alla creazione di una nuova rivista scientifica, Studies in Byzantine Sigillography, da lui curata.

## Principali opere
- Les listes de préséance byzantines des IXe et Xe siècles, Paris, 1972
- Fiscalité et exemption fiscale à Byzance (IXe-XIe s.), Athens 1996 ISBN 960-7094-65-4
- Social and economic life in Byzantium, Aldershot, 2004
- Society, Culture and Politics in Byzantium, Aldershot, 2005